# Joniar Thomas
Joniar Thomas (* 30. April 2001) ist eine grenadische Leichtathletin, die sich auf den Siebenkampf spezialisiert hat und auch im Sprint an den Start geht.

## Sportliche Laufbahn
Erste internationale Erfahrungen sammelte Joniar Thomas bei den CARIFTA-Games 2016 in St. George’s, bei denen sie in 65,28 s den vierten Platz im 400-Meter-Hürdenlauf in der U18-Altersklasse belegte und auch mit der grenadischen 4-mal-100-Meter-Staffel gelangte sie nach 47,83 s auf Rang vier. Im Jahr darauf schied sie bei den CARIFTA-Games in Willemstad mit 12,37 s in der ersten Runde im 100-Meter-Lauf aus und erreichte mit 5,32 m den zwölften Platz im Weitsprung. Im Juli gelangte sie bei den Commonwealth Youth Games 2017 in Nassau im 200-Meter-Lauf bis ins Halbfinale und schied dort mit 26,23 s aus und im Weitsprung wurde sie mit 5,41 m Neunte. 2019 schied sie bei den CARIFTA-Games ebendort mit 25,04 s in der Vorrunde über 200 m in der U20-Altersklasse aus und belegte mit 5,44 m den achten Platz im Weitsprung. Im Jahr darauf brachte sie dann bei den CARIFTA-Games in George Town im Weitsprung keinen gültigen Versuch zustande, gewann aber im Siebenkampf mit 4730 Punkten die Bronzemedaille. 2021 stellte sie in Pittsburg mit 3397 Punkten einen Landesrekord im Hallenfünfkampf auf und sicherte sich im Dezember bei den erstmals ausgetragenen Panamerikanischen Juniorenspielen in Cali mit neuer Bestleistung von 5484 Punkten die Silbermedaille im Siebenkampf hinter der Kubanerin Marys Patterson.
2018 wurde Thomas grenadische Meisterin im 100- und 200-Meter-Lauf.

## Persönliche Bestleistungen
- 100 Meter: 12,00 s (+0,5 m/s), 8. Juni 2019 in St. George’s
- 200 Meter: 24,33 s (−0,4 m/s), 1. Dezember 2021 in Cali
- Weitsprung: 6,07 m (+0,8 m/s), 10. April 2021 in Lubbock
- Siebenkampf: 5484 Punkte, 2. Dezember 2021 in Cali
  - Fünfkampf (Halle): 3397 Punkte, 5. März 2021 in Pittsburg (grenadischer Rekord)